# Maniwa (Okayama)
Maniwa (真庭市 -shi) é uma cidade do Japão formada em 31 de Março de 2005 a partir da união das cidades de Hokubo, Katsuyama, Ochiai, Yubara e Kuse e também das vilas de Mikamo, Kawakami, Yatsuka e Chuka. Quando foi formada tinha uma área de 828,43 km²,  sendo a maior de toda a província de Okayama. Sua população era de 52 958 pessoas.